# Tom Hopper
Thomas Edward Hopper, född 28 januari 1985 är en brittisk skådespelare. Han har framträtt som Sir Percival i Merlin, Billy Bones i Black Sails, Dickon Tarly i Game of Thrones och Luther Hargreeves i The Umbrella Academy.
År 2017 rollbesattes han i HBO-serien Game of Thrones i säsong 7 som Dickon Tarly och ersatte Freddie Stroma som tidigare hade spelat rollen i säsong 6. År 2019 framträdde Hopper som Luther Hargreeves i The Umbrella Academy. För rollen bar Hopper en muskeldräkt för att uppnå rätt utseende och genomgick kampsportsutbildning.
År 2014 gifte sig Hopper med skådespelerskan Laura Higgins. De har en son och en dotter.

## Filmografi

### Film
| År   | Titel                                 | Roll          | Noteringar |
| ---- | ------------------------------------- | ------------- | ---------- |
| 2009 | Tormented                             | Marcus        |            |
| 2014 | Northmen: A Viking Saga               | Asbjörn       |            |
| 2018 | I Feel Pretty                         | Grant LeClair |            |
| 2019 | Terminator: Dark Fate                 | Hadrell       |            |
| 2021 | The Hitman's Wife's Bodyguard         | Magnusson     |            |
| 2021 | Resident Evil: Welcome to Racoon City | Albert Wesker |            |

### TV
| År        | Titel                | Roll                           | Noteringar |
| --------- | -------------------- | ------------------------------ | ---------- |
| 2010–2012 | Merlin               | Sir Percival                   | 26 avsnitt |
| 2014–2017 | Black Sails          | Billy Bones                    | 34 avsnitt |
| 2017      | Game of Thrones      | Dickon Tarly                   | 4 avsnitt  |
| 2019–     | The Umbrella Academy | Luther Hargreeves / Nummet Ett | Huvudroll  |